# Targa Florio

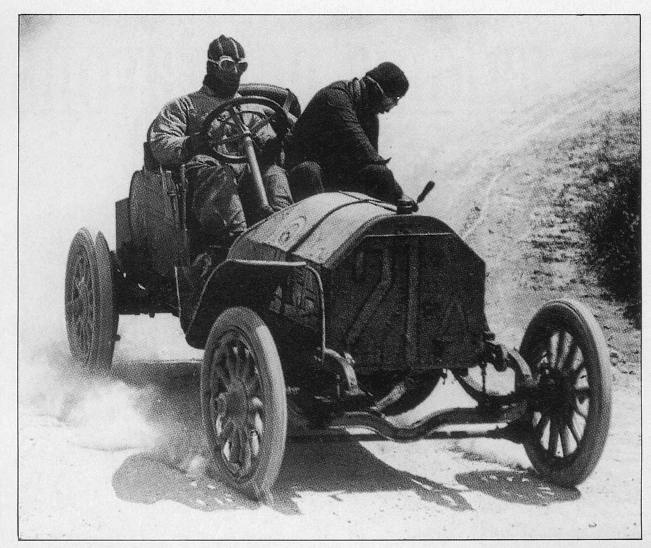
Alessandro Cagno auf Itala bei der Targa Florio 1907

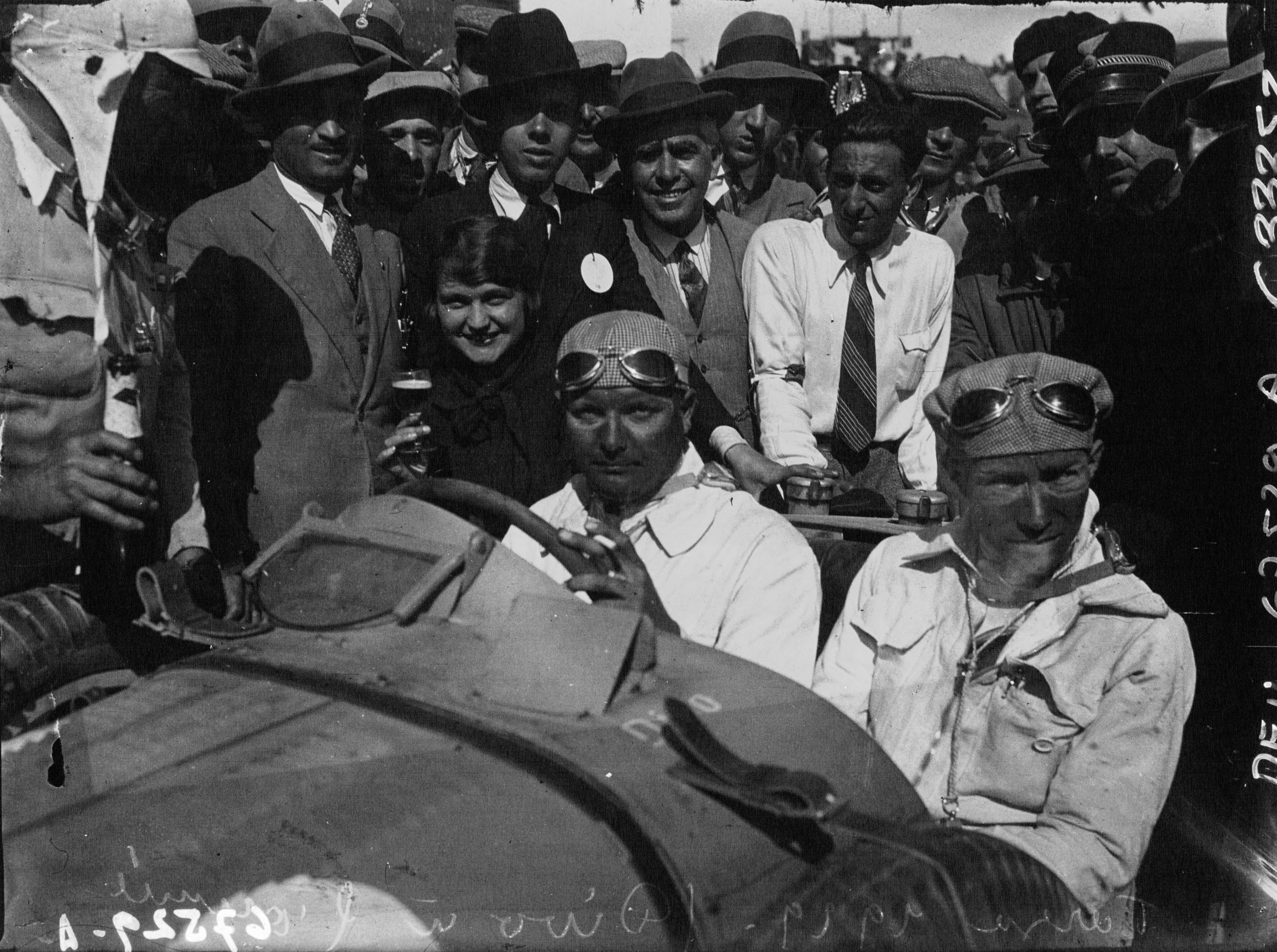
Albert Divo, Sieger 1928 und 1929, auf Bugatti Type 35 C bei der Targa Florio 1929

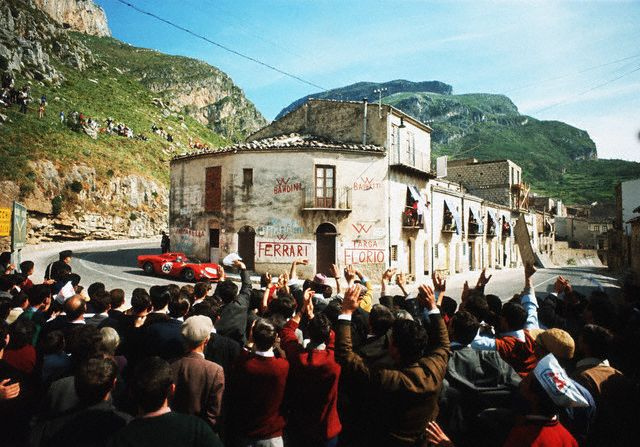
Targa Florio 1965

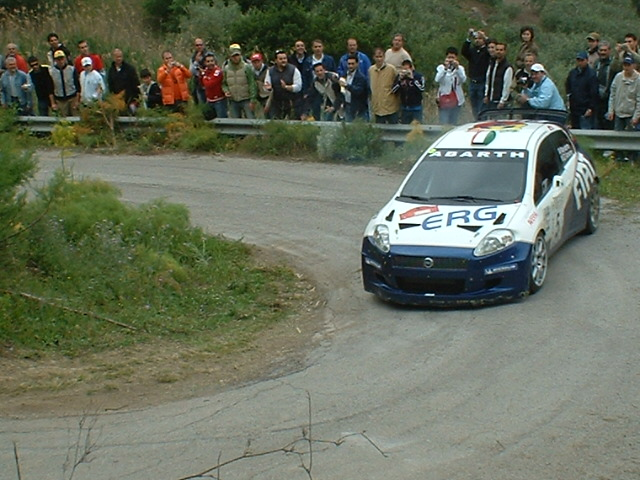
Targa Florio 2006

Die Targa Florio war ein Langstreckenrennen auf öffentlichen Bergstraßen in Sizilien. Geschaffen wurde es von dem Unternehmer Vincenzo Florio, dessen Familie die Straßen dieser Madonie-Rundstrecke gehörten.
Die Targa Florio (targa italienisch für Schild, Plakette) wurde von 1906 bis 1977 meistens im Mai als wichtige internationale Veranstaltung teilweise mit WM-Status (Sportwagen-Weltmeisterschaft) durchgeführt. Sie ist somit noch älter als das Indianapolis 500. Seit 1978 wird sie als Rallye fortgeführt.
Als Targa Florio Rally wurde diese traditionsreiche Veranstaltung in der Saison 2012 als Lauf der Intercontinental Rally Challenge ausgetragen.

## Geschichte
Die erste Targa Florio startete am 6. Mai 1906 um 6 Uhr mit 10 Automobilen, die im Abstand von 10 Minuten auf den 148 km langen Rundkurs gingen. Der Sieger bewältigte die vorgegebenen drei Runden in 9 Stunden und 32 Minuten.
Zwischen 1925 und 1929 dominierte Bugatti mit dem Type 35 das Rennen und gewann fünfmal. In den 1920er Jahren war die Targa Florio das wichtigste Sportwagenrennen, da die 24 Stunden von Le Mans, die Mille Miglia sowie die Grand-Prix-Rennen noch nicht etabliert waren. Die Rennen auf der damals etwa 22 km langen Stuttgarter Solitude wurden gar Schwäbische Targa Florio genannt. Das Eifelrennen fand ursprünglich unter ähnlichen Bedingungen statt wie die Targa Florio.

## Strecke
Die Streckenvariante des Grande circuito delle Madonie mit ihren ursprünglichen 148 km könnte man fast mit einer Insel-Rundfahrt vergleichen – wenn eine solche 1000 km lange Sizilien-Tour nicht tatsächlich von 1912 bis 1914 und 1948 bis 1950 auf dem Programm gestanden hätte. Ab 1919 wurde auf 108 km verkürzt, ab 1932 nochmal.

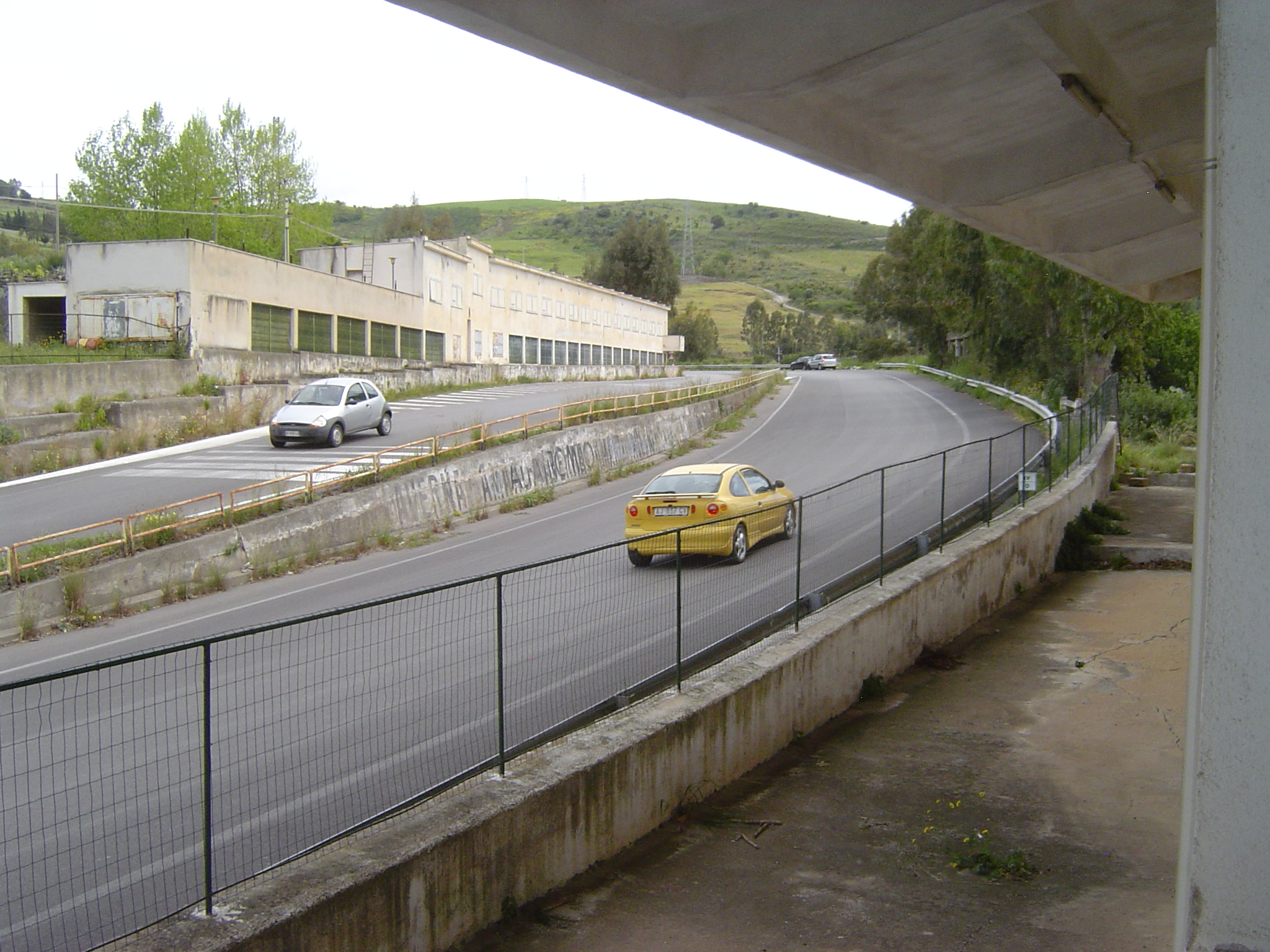
Startplatz mit alter Boxenanlage an der Staatsstraße 120

Die klassische Runde des Piccolo circuito delle Madonie führte entgegen dem Uhrzeigersinn vom Startplatz durch Cerda im Westen, vorbei am 500 Meter hoch gelegenen Caltavuturo im Süden hinab ins Tal, in dem heute eine Autobahn verläuft, über 600 Meter hoch gelegene Bergstraßen, in einer Spitzkehre durch Collesano im Osten, hinab nach Campofelice di Roccella, von wo die Wagen auf der Buonfornello-Geraden am Meer entlang jagten, die mit über sechs Kilometer länger war als die Hunaudieres-Gerade in Le Mans. Diese Runde hatte noch 72 km und wurde meist zehnmal absolviert, wobei die Fahrzeuge einzeln im 20-Sekunden-Takt gestartet wurden, denn Überholmanöver sind auf der engen Strecke schwierig, und ein Start im Pulk undenkbar.
Die Schnellsten brauchten weniger als 40 Minuten für die Rundfahrt. Helmut Marko stellte 1972 im Alfa Romeo den Rundenrekord im Rennen mit 33:41 min bzw. einem Schnitt von 128,253 km/h auf. Der Schnellste im Training war Leo Kinnunen schon 1970 im Porsche 908/3 mit einem Schnitt von 128,571 km/h bzw. 33:36 min. Dabei ist zu beachten, dass schon vorher im Straßenverkehr geübt wurde, um sich die Abfolge der etwa 900 Kurven einprägen zu können. Dazu wurden Rennwagen mit Straßenzulassungen versehen, selbst die Porsche 908 hatten ein Stuttgarter Nummernschild am Heck. Ferrari stattete selbst Formel-1-Rennwagen mit den „Prova“-Markierungen aus (das war jedoch aus versicherungstechnischen Gründen nötig). Zudem sollten sich die Zuffenhausener Werksfahrer zusätzlich Filme mit dem Streckenverlauf anschauen, was bei einigen Piloten unbeliebt war, da das Übelkeit hervorrufen konnte.
Aufgrund der Erfolge auf dieser winkligen Strecke, die den zunächst hubraumschwachen Wagen 1956 erstmals einen sensationellen Gesamtsieg in einem wichtigen WM-Rennen bescherte, benannte Porsche eine offene Version des 911 und 912 als „Targa“. Unter sinnreicher Verwendung des Begriffes, der Schild bedeutet, nannte man das Cabriolet mit breitem Überrollbügel so. Die Bezeichnung wurde in Analogie zu der Bezeichnung der Rennversionen einiger Porsche-Modelle übernommen, die als Carrera (spanisch für Rennen) nach der Carrera Panamericana benannt wurden.
Alle Streckenvarianten sind inzwischen teilweise schwer deformiert; der Piccolo circuito delle Madonie ist an zwei Stellen offiziell gesperrt. Eine komplette Runde abzufahren, ist nach dem Bau einer Autobahn im Tal von Scillato nicht mehr möglich, da ein Teil der ehemaligen Strecke inzwischen eine Sackgasse ist.

## Risiken

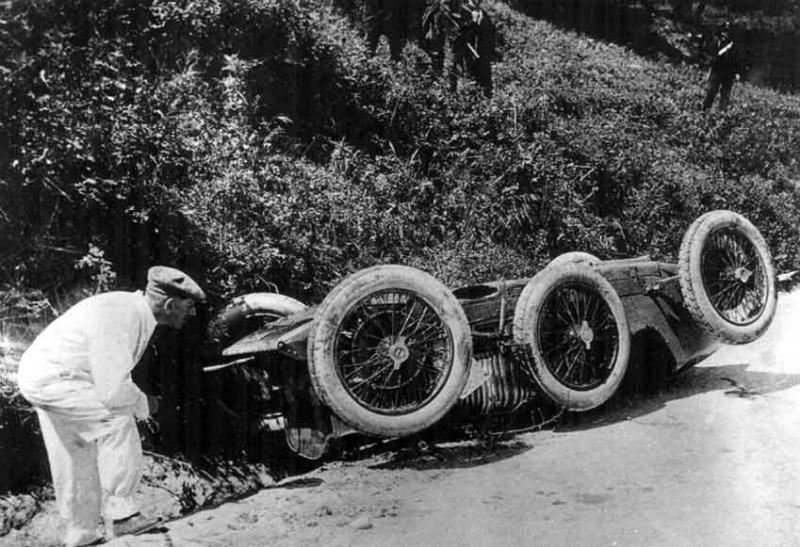
Graf Giulio Masetti (1895–1926) verunglückte bei der Targa Florio 1926 mit seinem Delage V12 tödlich.

Mit dem Ferrari 512S von Lokalmatador Nino Vaccarella donnerte im Jahre 1970 ein reinrassiger Rennsportwagen mit etwa 560 PS durch Cerda, in unmittelbarer Nähe der Anwohner und Zuschauer, die sich auch auf den Wiesen und Berghängen versammelten, um das Spektakel zu verfolgen und ihren Helden anzufeuern. Begeisterte Zuschauer versuchten sogar in den Serpentinen, die Wagen anzufassen. Menschenmassen, Felsen, Bäume und Abgründe säumten die Rennstrecke. Verlorene Hufnägel von Pferden waren ein Problem, oder Hühner auf der Fahrbahn, und überhaupt die holprige und staubige Piste, die einen Rennwagen auch ohne Unfall beschädigen konnte.
Im Vorfeld einer Targa Florio wurde dazu aufgerufen, die Wohnungen am Streckenrand zu verschließen, alle freilaufenden Haustiere und vor allem Weidetiere einzusperren und die Kinder zu beaufsichtigen. Dies war auch schon in der Woche vor dem Rennen ratsam, denn es wurden inoffizielle Übungsrunden absolviert. Eine wichtige Vorsichtsmaßnahme der Fahrer war dabei kräftiges Gasgeben – denn ein lautes Auspuffgeräusch warnt Passanten.
Porsche verzichtete auf den Einsatz der großen Porsche 917 und brachte die kurzen, leichten, wendigen und offenen Porsche 908/3 an den Start.
Aus Sicherheitsgründen wurde der Targa Florio ab 1974 der WM-Status entzogen und das Rennen nur als Italienischer Meisterschaftslauf gewertet. Sie wurde noch mit verkürzter Rundenzahl fortgeführt, das Interesse bei Zuschauern und Teilnehmern schwand, einige Piloten traten gar unter Pseudonym an. Zweitklassige Fahrer auf schnellen Sportprototypen auf einem äußerst anspruchsvollen und gefährlichen Kurs ohne jegliche Sicherheitsvorkehrungen konnte nicht gut gehen – 1977 kam es auf der langen Geraden zu einem tödlichen Unfall mit Rennabbruch, und das Straßenrennen wurde eingestellt.
Die Targa Florio wurde ab 1978 als eine Rallye fortgeführt, mit kurzen Wertungsprüfungen auf den Bergstraßen. Im Jubiläumsjahr 2006 stand die 90. Auflage an.
Der Name Targa findet auch Fortsetzung in der Targa Tasmania, einer seit 1992 veranstalteten Rallye in Tasmanien.

## Gesamtsieger
| Jahr | Team                                      | Gesamtsieger                                       | Fahrzeug                        | Fahrzeit     | Meisterschaft                                           |
| ---- | ----------------------------------------- | -------------------------------------------------- | ------------------------------- | ------------ | ------------------------------------------------------- |
| 1906 | Fab Auto Itala SA                         | Alessandro Cagno                                   | Itala 35/40 HP/8.0              | 9:32:22,000  | zählte zu keiner Meisterschaft                          |
| 1907 | F.I.A.T.                                  | Felice Nazzaro                                     | Fiat 28/40 HP/7.4               | 8:17:36,400  | zählte zu keiner Meisterschaft                          |
| 1908 | Isotta Fraschini                          | Vincenzo Trucco                                    | Isotta Fraschini 50 HP/8.0      | 7:49:26,600  | zählte zu keiner Meisterschaft                          |
| 1909 | SPA                                       | Francesco Ciuppa                                   | Spa 28/40 HP/7.8                | 2:43:19,000  | zählte zu keiner Meisterschaft                          |
| 1910 | Automobili Franco                         | Franco Cariolato                                   | Franco 35/50 HP/4.0             | 6:20:47,000  | zählte zu keiner Meisterschaft                          |
| 1911 | S.C.A.T.                                  | Ernesto Ceirano                                    | Scat 22/32 HP/4.4               | 9:32:22,000  | zählte zu keiner Meisterschaft                          |
| 1912 | Newton & Harper                           | Cyril Snipe                                        | Scat 25/35 HP/4.7               | 23:37:19,000 | zählte zu keiner Meisterschaft                          |
| 1913 | Automobili Nazzaro                        | Felice Nazzaro                                     | Nazzaro Tipo 2/4.4              | 19:18:40,000 | zählte zu keiner Meisterschaft                          |
| 1914 | S.C.A.T.                                  | Ernesto Ceirano                                    | Scat 22/32 HP/4.4               | 16:51:31,000 | zählte zu keiner Meisterschaft                          |
| 1919 | Société des Automobiles et Cycles Peugeot | André Boillot                                      | Peugeot L25/2.5                 | 7:51:01,800  | zählte zu keiner Meisterschaft                          |
| 1920 | Automobili Nazzaro                        | Guido Meregalli                                    | Nazzaro Grand Prix Tipo 5/4.4   | 8:27:23,800  | zählte zu keiner Meisterschaft                          |
| 1921 | Giulio Masetti                            | Giulio Masetti                                     | Fiat S57/14 B/4.5               | 7:25:05,200  | zählte zu keiner Meisterschaft                          |
| 1922 | Giulio Masetti                            | Giulio Masetti                                     | Mercedes Grand Prix 1914/4.5    | 6:50:50,400  | zählte zu keiner Meisterschaft                          |
| 1923 | Accomandita Ing. Nicola Romeo & Co        | Ugo Sivocci                                        | Alfa Romeo RLS/3.2              | 7:18:00,200  | zählte zu keiner Meisterschaft                          |
| 1924 | Daimler-Motoren-Gesellschaft              | Christian Werner                                   | Mercedes Tipo Indy 2000 120 PS  | 6:23:37,400  | zählte zu keiner Meisterschaft                          |
| 1925 | Automobiles Ettore Bugatti                | Meo Costantini                                     | Bugatti T35                     | 7:32:27,200  | zählte zu keiner Meisterschaft                          |
| 1926 | Automobiles Ettore Bugatti                | Meo Costantini                                     | Bugatti T35T                    | 7:20:45,000  | zählte zu keiner Meisterschaft                          |
| 1927 | Automobiles Ettore Bugatti                | Emilio Materassi                                   | Bugatti T35C                    | 7:35:55,400  | zählte zu keiner Meisterschaft                          |
| 1928 | Automoibiles Ettore Bugatti               | Albert Divo                                        | Bugatti T35B                    | 7:50:56,600  | zählte zu keiner Meisterschaft                          |
| 1929 | Automobiles Ettore Bugatti                | Albert Divo                                        | Bugatti T35C                    | 7:15:41,700  | zählte zu keiner Meisterschaft                          |
| 1930 | S.A. Alfa Romeo                           | Achille Varzi                                      | Alfa Romeo P2                   | 6:55:16,600  | zählte zu keiner Meisterschaft                          |
| 1931 | S.A. Alfa Romeo                           | Tazio Nuvolari                                     | Alfa Romeo 8C 2300              | 9:00:27,000  | zählte zu keiner Meisterschaft                          |
| 1932 | Scuderia Ferrari                          | Tazio Nuvolari                                     | Alfa Romeo 8C 2300              | 7:15:50,600  | zählte zu keiner Meisterschaft                          |
| 1933 | Scuderia Ferrari                          | Antonio Brivio                                     | Alfa Romeo 8C 2300              | 6:35:03,000  | zählte zu keiner Meisterschaft                          |
| 1934 | Scuderia Ferrari                          | Achille Varzi                                      | Alfa Romeo Tipo B/P3            | 6:14:26,800  | zählte zu keiner Meisterschaft                          |
| 1935 | Scuderia Ferrari                          | Antonio Brivio                                     | Alfa Romeo Tipo B/P3            | 5:27:29,000  | zählte zu keiner Meisterschaft                          |
| 1936 | Constantino Magistri                      | Constantino Magistri                               | Lancia Augusta                  | 2:08:47,200  | zählte zu keiner Meisterschaft                          |
| 1937 | Officine Alfieri Maserati                 | Francesco Severi                                   | Maserati 6CM                    | 2:55:49,000  | zählte zu keiner Meisterschaft                          |
| 1938 | Officine Alfieri Maserati                 | Giovanni Rocco                                     | Maserati 6CM                    | 1:30:04,600  | zählte zu keiner Meisterschaft                          |
| 1939 | Officine Alfieri Maserati                 | Luigi Villoresi                                    | Maserati 6CM                    | 1:40:15,400  | zählte zu keiner Meisterschaft                          |
| 1940 | Officine Alfieri Maserati                 | Luigi Villoresi                                    | Maserati 4CL                    | 1:36:08,600  | zählte zu keiner Meisterschaft                          |
| 1948 | Scuderia Inter                            | Clemente Biondetti Igor Trubezkoi                  | Ferrari 166 S                   | 12:12:00,000 | zählte zu keiner Meisterschaft                          |
| 1949 | Scuderia Inter                            | Clemente Biondetti Aldo Benedetti                  | Ferrari 166 SC                  | 13:15:09,400 | zählte zu keiner Meisterschaft                          |
| 1950 | Bornigia Fratelli                         | Mario Bornigia Franco Bornigia                     | Alfa Romeo 6C 2500              | 12:26:33,000 | zählte zu keiner Meisterschaft                          |
| 1951 | Scuderia Ambrosiana                       | Franco Cortese                                     | Frazer-Nash Le Mans Replica     | 7:31:04,800  | zählte zu keiner Meisterschaft                          |
| 1952 | Scuderia Lancia                           | Felice Bonetto                                     | Lancia Aurelia B20 Competizione | 7:11:58,000  | zählte zu keiner Meisterschaft                          |
| 1953 | Scuderia Lancia                           | Umberto Maglioli                                   | Lancia D20                      | 7:08:38,800  | zählte zu keiner Meisterschaft                          |
| 1954 | Scuderia Lancia                           | Piero Taruffi                                      | Lancia D24                      | 6:24:18,000  | zählte zu keiner Meisterschaft                          |
| 1955 | Daimler-Benz AG                           | Stirling Moss Peter Collins                        | Mercedes-Benz 300 SLR           | 9:43:14,000  | Sportwagen-Weltmeisterschaft 1955                       |
| 1956 | Porsche KG                                | Umberto Maglioli                                   | Porsche 550 RS 1500             | 7:54:52,600  | zählte zu keiner Meisterschaft                          |
| 1957 | Fabio Colonna                             | Fabio Colonna Giulia Thellung                      | Fiat 600                        | 1            | zählte zu keiner Meisterschaft                          |
| 1958 | Scuderia Ferrari                          | Luigi Musso Olivier Gendebien                      | Ferrari 250TR/58                | 10:37:58,100 | Sportwagen-Weltmeisterschaft 1958                       |
| 1959 | Porsche KG                                | Edgar Barth Wolfgang Seidel                        | Porsche 718 RSK 1500            | 11:02:21,800 | Sportwagen-Weltmeisterschaft 1959                       |
| 1960 | Porsche KG                                | Joakim Bonnier Hans Herrmann                       | Porsche 718 RS60                | 7:33:08,200  | Sportwagen-Weltmeisterschaft 1960                       |
| 1961 | Scuderia Ferrari                          | Wolfgang Graf Berghe von Trips Olivier Gendebien   | Ferrari Dino 246SP              | 6:57:39,400  | Sportwagen-Weltmeisterschaft 1961                       |
| 1962 | SpA Ferrari SEFAC                         | Willy Mairesse Olivier Gendebien Ricardo Rodríguez | Ferrari Dino 246SP              | 7:02:56,300  | Sportwagen-Weltmeisterschaft 1962                       |
| 1963 | Porsche System Engineering                | Joakim Bonnier Carlo-Maria Abate                   | Porsche 718 GTR Coupé           | 6:55:45,100  | Sportwagen-Weltmeisterschaft 1963                       |
| 1964 | Porsche System Engineering                | Antonio Pucci Colin Davis                          | Porsche 904 GTS                 | 7:10:53,300  | Sportwagen-Weltmeisterschaft 1964                       |
| 1965 | SpA Ferrari SEFAC                         | Nino Vaccarella Lorenzo Bandini                    | Ferrari 275P2                   | 7:01:12,400  | Sportwagen-Weltmeisterschaft 1965                       |
| 1966 | Scuderia Filipinetti                      | Willy Mairesse Herbert Müller                      | Porsche 906 Carrera 6           | 7:16:32,600  | Sportwagen-Weltmeisterschaft 1966                       |
| 1967 | Porsche System Engineering                | Paul Hawkins Rolf Stommelen                        | Porsche 910/8                   | 6:37:01,000  | Sportwagen-Weltmeisterschaft 1967                       |
| 1968 | Porsche System Engineering                | Umberto Maglioli Vic Elford                        | Porsche 907                     | 6:28:47,900  | Sportwagen-Weltmeisterschaft 1968                       |
| 1969 | Porsche System Engineering                | Gerhard Mitter Udo Schütz                          | Porsche 908/02                  | 6:07:45,300  | Sportwagen-Weltmeisterschaft 1969                       |
| 1970 | John Wyer Automotive Engineering          | Jo Siffert Brian Redman                            | Porsche 908/03                  | 6:35:30,000  | Sportwagen-Weltmeisterschaft 1970                       |
| 1971 | Autodelta                                 | Nino Vaccarella Toine Hezemans                     | Alfa Romeo T33/3                | 6:35:46,200  | Sportwagen-Weltmeisterschaft 1971                       |
| 1972 | SpA Ferrari SEFAC                         | Sandro Munari Arturo Merzario                      | Ferrari 312PB                   | 6:27:48,011  | Sportwagen-Weltmeisterschaft 1972                       |
| 1973 | Martini Racing                            | Gijs van Lennep Herbert Müller                     | Porsche Carrera RSR             | 6:54:20,111  | Sportwagen-Weltmeisterschaft 1973                       |
| 1974 | Lancia Marlboro                           | Gérard Larrousse Amilcare Ballestrieri             | Lancia Stratos HF               | 4:35:02,600  | Challenge Mondial Italienische Sportwagen-Meisterschaft |
| 1975 | Autodelta                                 | Nino Vaccarella Arturo Merzario                    | Alfa Romeo 33TT12               | 4:59:16,700  | Italienische Gruppe-5-Meisterschaft                     |
| 1976 | Team Ateneo                               | Eugenio Renna Armando Floridia                     | Osella PA4                      |              | Italienische Gruppe-6-Meisterschaft                     |
| 1977 | Raffaele Restivo                          | Raffaele Restivo Alfonso Merendino                 | Chevron B36                     |              | Italienische Gruppe-6-Meisterschaft                     |

1Wertungsfahrt mit Indexkoeffizient

## Sonstiges
Für viele Fahrer bot der Abstecher nach Sizilien auch Gelegenheit, sich neue Fahrerschuhe, die damals in Handarbeit von einem traditionellen Schuster gefertigt wurden, zu kaufen. Das Aussterben des Schusterhandwerks und gestiegene Sicherheitsanforderungen, die das komfortable Wildleder nur noch mit einer Auskleidung mit Nomex zuließen (Homologation), führten dazu, dass der Brauch ausstarb.